# وایدکس
وایدکس (انگلیسی: Widex) شرکت مراقبت سلامت دانمارکی است، که در سال ۱۹۵۶ تأسیس شد.